# Кануковское сельское муниципальное образование
Кануковское сельское муниципальное образование — сельское поселение в Сарпинском районе Калмыкии. Единственным населённым пунктом и административным центром является село Кануково. Расположенный на территории поселения посёлок Кенкря без населения.

## География
СМО расположено в западной части Сарпинского района в пределах западного склона Ергенинской возвышенности.
Кануковское СМО граничит:
- на юго-западе - с Салынтугтунским СМО;
- на северо-западе - с Шарнутовским СМО;
- на северо-востоке - с Уманцевским СМО;
- на востоке - с Обильненским СМО;
- на юго-востоке - с Заветинским районом Ростовской области.

Территория дренируется реками Хамхурка, Кара-Сал, Кенкря и Аксай Курмоярский.

## История
Современные границы СМО установлены Законом Республики Калмыкия от 28 февраля 2003 года № 299-II-З "Об установлении границ Кануковсого сельского муниципального образования"

## Население
| 2002 | 2010 | 2011 | 2012 | 2013 | 2014 | 2015 |
| ---- | ---- | ---- | ---- | ---- | ---- | ---- |
| 1120 | ↘987 | ↗989 | ↘962 | ↘945 | ↘916 | ↘888 |
| 2016 | 2017 | 2018 | 2019 | 2020 | 2021 |      |
| ↘877 | ↘856 | ↘824 | ↘812 | ↘803 | ↘692 |      |

Население СМО (на 01.01.2012 года) составляет 949 человек. Плотность населения в СМО составляет 2,0 чел./км². Их общего количества населения – 0,95 тыс. чел., население моложе трудоспособного возраста составляет 0,15 тыс. чел., (15,8 %), в трудоспособном возрасте – 0,56 тыс. чел. (58,9 %), старше трудоспособного возраста – 0,24 тыс. чел. (25,3 %). Отмечается естественная убыль населения на уровне -2 чел./год на 1 000 жителей. Соотношение мужчин и женщин составляет, соответственно, 45,2 % и 54,8 % (преобладает женское население). Национальный состав: русские – 69,1 %, калмыки – 9,6 %, другие национальности – 21,3 %.

## Экономика
Основная отрасль экономики - сельское хозяйство. Ведущими сельскохозяйственными предприятиями в СМО являются СПК «Кануковский» и ЗАО «Агросоюз – С», специализирующиеся на животноводстве (основной профиль) и растениеводстве. Кроме того, хозяйственную деятельность (сельскохозяйственное производство) со специализацией на животноводстве (преимущественно) и растениеводстве в СМО ведут 12 КФХ и 8 ЛПХ.